# Xbox Game Pass
Xbox Game Pass（エックスボックス ゲームパス）は、マイクロソフトが提供するコンピュータゲームのサブスクリプションサービス。同サービスは家庭用ゲーム機のXbox Series X/SとXbox One、Windows 10及びXbox Cloud Gaming経由でのAndroid/iOSデバイスでの利用に対応する。Xbox Game Passは様々なパブリッシャーのゲームのカタログや、EA Playなどの有料サービスを月額料金でユーザーに提供している。本サービスは海外で2017年6月1日に開始され、Xbox Live Goldの加入者は5月24日に優先的にアクセスできた。日本では2020年4月14日よりサービスが開始された。

## 歴史
2017年2月28日、マイクロソフトはXbox Game Passを初公開し、そのテストやフィードバックのためにゲームの限定的なカタログをXbox Insiderコミュニティの選ばれたメンバーが利用できるようにした。2017年の第2四半期後半にはこのサービスはサブスクリプションサービス「Xbox Live Gold」に加入しているプレイヤーに公開され、その後一般ユーザーに公開された。Xbox Live Goldは、Xbox Game Passには必要ないが、カタログ内のゲームに含まれ得るオンラインマルチプレイヤーコンテンツをプレイする場合には必要となる。
E3 2017のブリーフィングでマイクロソフトはXbox Oneの初代Xbox下位互換対応を発表した（下位互換に対応するXboxタイトルは順次追加される方式）。後のインタビューで、フィル・スペンサーはそれらのゲームの一部はGame Passにも入る可能性があると述べた。
2018年1月23日、マイクロソフトはGame Passの拡張を発表した。これにより、ファーストパーティのタイトルは小売発売日にGame Passのカタログにも登場する。『Sea of Thieves』は、2018年3月20日の小売発売日にGame Passに登場した最初の新作だった。また、発表当時は発売日は公表されなかった『Crackdown 3』『State of Decay 2』『Forza Horizon 4』も発売と同時に追加され、『Halo』や『Gears of War』などの既存のマイクロソフトのフランチャイズの今後の新作も発売時に追加される予定。さらに、一部のID@Xboxタイトルも発売日にサービスに追加される（最初の追加タイトルは『Robocraft Infinity』）。
スペンサーは、Xbox Game Passに関するマイクロソフトの意図は競合他社のデバイスを含む多くのデバイスでGame passを利用できるようにすることであると述べている。スペンサーは「誰かがプレイしたいと思っているデバイスにGame Passを導入したいと考えている。それが我々のビジネスだからというだけではなく、本当にこのビジネスモデルによって、人々が他のスペースではプレイしなかったであろうゲームを消費し、見つけることができるようになるからだ」と述べた。マイクロソフトは2019年5月に、Xbox Game PassがWindows 10コンピュータ向けに登場することを発表し、開始時にはマイクロソフト独自のスタジオとサードパーティから100以上のゲームが提供されることを明らかにした。
2019年4月18日、マイクロソフトはGame PassとXbox Live Goldの両方を1つのサブスクリプションパッケージにまとめた「Xbox Game Pass Ultimate」を発表した。同日にXbox Insiderでテスト利用が可能になり、2019年6月9日に一般提供が開始された。2019年6月9日、マイクロソフトはPC版ゲームパス「Game pass for PC」のオープンベータを開始すると発表しており、これもUltimateに含まれる。また、2020年第3四半期の業績発表で、マイクロソフトは本サービスの加入者数が1000万人を超えていることを明らかにした。
2020年4月14日より日本でサービスが開始された。サービス開始が遅れた原因は、Game Pass Ultimate(およびPC)のPOSAカード、デジタルコードの双方がCERO側のZ規制に適合したものとして、18歳以上のみしか購入できないシステムにせざるを得なくなったからである。この影響で、デジタルキー引き換えを使用しない場合は、Microsoftアカウントの日本円残高やPayPalでGame Passの料金を支払うことはできず、クレジットカード・デビットカード支払いのみとなった。
Xbox Game Passのビジュアルブランディングでは2020年8月に「Xbox」を削除されたが、マイクロソフトはサービス名は「Xbox Game Pass」のままと述べている。
2020年9月15日にはXbox Game Pass Ultimateの付加サービスとなるクラウドゲームサービス「Project xCloud（現:Xbox Cloud Gaming（Beta））」が欧米で開始され、Androidモバイルデバイスで100タイトル以上がプレイできるようになった。iOSデバイスを対応することにより多くのモバイルデバイスが後日追加される予定。日本では2021年10月1日にサービス開始された。また、マイクロソフトはエレクトロニック・アーツ（EA）と提携したことで、2021年にGame Passの加入者がEA Playのベーシックサブスクリプションページにアクセスして、XboxまたはWindowsで利用可能な多数のEAタイトルにアクセスできるようになった。
Xbox Game Passの加入者数は時折発表されており、2020年9月21日のマイクロソフトによるゼニマックスの買収発表において加入者数は1500万人と明らかにされ、数ヶ月後の2021年1月26日の四半期決算の中で1800万人を突破したことが発表された。スペンサーは2020年10月に、一部のデベロッパーからのGame Passの課金額が不足しているとの懸念にもかかわらず、現時点でのGame Passの現行の価格決定モデルは「完全に持続可能」と考えられているとし、マイクロソフトは近い将来に価格を引き上げる予定はないと述べた。
2021年12月10日、PC向けプランとして提供していた「Xbox Game Pass for PC」を「PC Game Pass」にリブランドすると発表し変更した。
2022年1月18日、スペンサーはGame Passの加入者数が2500万人を突破したと報告した。
2022年9月2日、海外2ヶ国にて新プランの「Friends & Family」が試験導入され、翌年2月21日に5ヶ国追加された。2023年2月時点では日本国内には展開されていない。
2023年7月7日、日本を含むグローバルで「Xbox Game Pass for Console」と「Xbox Game Pass Ultimate」のみ月額料金が改定され、日本ではXbox Game Pass for Consoleは月額850円から935円、Xbox Game Pass Ultimateが1,100円から1,210円へと値上げとなった。「PC Game Pass」については改定されず月額850円のまま。また、Xbox Live GoldからXbox Game Pass Ultimateへとアップグレード出来るサービスに於いて、従来はLive Gold会員権の残り期間すべてをXbox Game Pass Ultimate会員権にアップグレード出来ていたが、料金改定と同時にアップグレード出来る期間が残り期間の3分の2へと変更された（Xbox Game PassからUltimateへのアップグレードは残り期間の4分の3となる）。
2023年7月17日、Xbox Live Goldが名称変更とサービス特典内容変更とともにXbox Game Pass Coreとして提供開始した。オンラインプレイが可能になることはLive Gold時代から変わらないが、加入特典としてGame Passタイトルのうち厳選された25タイトルほどが遊べる仕様へと変更された。
2024年6月27日、Amazon.comとの協業により、Xbox Game Pass Ultimateの一部ゲームを同年7月からFire TV Stick 4Kでも利用可能になることを発表した。サービス開始当初は、最新型（第2世代以降）の4Kと4K Maxのスティックのみが対応していたが、同年8月からは第1世代の4K Maxと第3世代のFire TV Cubeにも対応した。
2024年7月10日、日本を含むグローバルでのほぼ全プランの値上げ実施と新プランとそれに伴い廃止されるプランの発表がされた。月額が「Xbox Game Pass Ultimate」が1,210円から1,450円へ、「PC Game Pass」が850円から990円へ、「Xbox Game Pass Core(12ヶ月)」が5,378円から6,500円へ価格改定され、Coreプランの1ヶ月（842円）と3ヶ月（2,138円）は価格改定無し。また「Xbox Game Pass for Console」後継の新プランとして「Xbox Game Pass Standard」があと数ヶ月のうちに展開予定と発表された。また、 for Consoleプランは同日をもって新規加入を中止となった。
2024年7月25日(日本時間)、コール　オブ　デューティ作品が初めてGame Passのラインナップにリリースされた(モダン・ウォーフェアIII)。
2024年9月11日、上記の通り、同日より「Xbox Game Pass Standard」プランが提供開始され、月額1,100円。旧プランであるfor Consoleプランからの主な違いはCoreプランを包含した代わりに新作タイトルの初日から遊べるサービスが利用できなくなったこと。また、CoreプランからUltimateプランにアップグレードする場合の変換率が『3:2』から『2:1』へと変更され、CoreプランからStandardプランにアップグレードする場合の変換率が『3:2』に設定された。

## 構造
Xbox Game Passは、Xbox Oneの既存のゲームサブスクリプション「EA Access」やライバルのソニーが提供する「PlayStation Now」サービスに似ている。サブスクリプションカタログには、サービス開始時に100本以上のゲームがあり、ゲームはカタログに追加され、時にはカタログから削除されることもある。Xbox Game Passを利用すると、プレイヤーはゲーム全体をゲーム機にダウンロードできる。Xboxのトップ、フィル・スペンサーによると、これはプレイヤーに「ストリーミング、帯域幅、接続の問題を心配することなく、継続的で完全なゲームプレイ」を提供するために行われている。EA Accessとは異なり、Xbox Game Passではナムコ、カプコン、WB Games 、2K Games、ベセスダ・ソフトワークス、そしてXbox Game Studiosのファーストパーティゲームなど、さまざまなパブリッシャーのゲームを提供している。スペンサーによると、マイクロソフトはGame Passを売れ筋の一般的な型にはまらず、パブリッシャーを獲得するのが難しいゲームを提供するプラットフォームと見なしており、代わりにそれらのゲームをサブスクリプションモデルで提供できるようにすることで、双方の開発者に新しい作品や実験的な作品を開発することを奨励しているという。Game Passは、プレイヤーが通常は購入しないであろうゲームを試す方法も提供する。
カタログには一部のXbox Series X/SおよびXbox One用ゲームとXbox Series X/SとXbox oneが下位互換性を持つ一部のXbox 360およびXboxタイトルを扱っている。ゲーム機で使用可能なストレージ容量を除いて、プレイヤーがゲーム機にダウンロードしてインストールできるゲームの数に制限はない。ゲームがカタログに残っている限り、加入者は無制限にダウンロードしてプレイできる。プレイヤーはカタログ内のゲームを20％の割引価格で購入でき、それらのゲームに関連するアドオンコンテンツは10％の割引価格で購入できる。割引価格はゲームがカタログに掲載されている間のみ利用可能であり、特定のゲームにのみ適用される。カタログのゲームはゲーム機がオフライン状態でもプレイできるが、30日以内にサブスクリプションが有効かを確認するために再接続が必要になる。
ゲームがカタログから削除されたまたはプレーヤーがサブスクリプションの契約を終了した場合、プレイヤーがゲームを購入するかサブスクリプション契約を更新するまで利用は停止されるが、その間のゲーム内の進行状況は保存される。カタログのXbox 360タイトルは下位互換に対応しているため、Xbox Series X/SまたはXbox Oneでプレイする必要があり、購入しない限りプレイヤーのXbox 360にはタイトルをダウンロードすることはできない。
スペンサーは、マイクロソフトにはGame Passのゲームのデベロッパーへの補償方法は複数用意しており、単一の対価アプローチは存在しないと述べている。対価スキームは、マイクロソフトプラットフォームでの独占権を保証するための定額アプローチから開発費用を完全にカバーするものまで様々で、使用法と収益化アプローチに基づくさまざまなモデルが含まれている。パラドックス・インタラクティブのフレドリック・ウェスターは、Spotifyのようなサービスで採用されている再生ごとのロイヤリティベースのアプローチではなく、デベロッパーやパブリッシャーが一定期間サービス上にある自社のゲームに対して、知覚価値に基づいてマイクロソフトから一括で支払われるNetflixのモデルを踏襲していると述べている。前払いのアプローチと多数の加入者により、デベロッパーは自社製ゲームの継続的な方向性を選択できる。Obsidian Entertainmentの場合、同社のゲーム『The Outer Worlds』を数百万人がプレイしていることを把握していたため、追加のダウンロードコンテンツを検討することができた。
2020年7月のインタビューで、Xboxのマーケティングディレクターのアーロン・グリーンバーグは、Xbox Game Passは現時点では必ずしもマイクロソフトにとって利益をもたらすものではないが、豊富な機能を一見低価格で提供することで口コミでより多くのプレイヤーに利用してもらい、長期的には価値のあるものになるように設計されていると述べている。これにより、サービスの宣伝にかかる高額な費用を回避できる。PlayStation Plusのフリープレイは基本的に一度権利を獲得すれば、会員に加入している状態である限り永遠に同じゲームをプレイし続けることができるが、Game PassはMicrosoft（Ultimateの場合はEAも追加）の自社製の一部作品を除いて永遠に遊べないようにしている点が異なる。
Game Pass CoreはHalo 5:Guardiansのように大作の移植も少数存在するが、基本的にプレイ可能なタイトル数はかなり抑えられている。ただし、以下に挙げる一部の作品はGame Pass Ultimateと異なり、Live Goldとの互換性を確保することからCERO:Z規制を回避せざるを得なくなったことなどが理由により、日本地域に本体を設定するとプレイができない。
- バットマン　アーカムナイト
- Chivalry 2
- DAYZ
- CONTROLおよびCONTROL ULTIMATE EDITION
- Deep Rock Galactic
- ディスオナード2
- Doom Eternal
- Fable Anniversary
- Fallout 76
- Fallout 4
- FIREWATCH
- Gears 5
- Hellblade: Senua's Sacrifice
- PAYDAY 2
- State of Decay 2

さらに、Ultimateに加入している場合であっても以下の作品などが法律・倫理的な事情により日本地域に設定した状態でプレイできない。
- Gears of War 2
- The Elder Scrolls III: Morrowind
- Fusion Frenzy
- South Park™: The Fractured but Whole
- Dead Island 2
- MORTAL KOMBATシリーズ
- Power Rangers: Battle for the Grid
- The Callisto Protocol
- The Catch: Carp & Coarse
- WWE 2Kシリーズ
- Dead Space(リメイク)

Game PassをCore/StandardからUltimateにアップグレードする場合、キャンペーンが開催されていない場合はクレジットカードを使用して最低でもUltimate一か月分に値する料金を支払う必要があり、一度支払うと残高の日数がクレジットカード依存に変換され、自動請求が開始される。

## Xbox Cloud Gaming（Beta）
詳細はXbox Cloud Gamingを参照。

## 利用可能国・地域
Xbox Game Passは、アルゼンチン、オーストラリア、オーストリア、ベルギー、ブラジル、カナダ、チリ、コロンビア、チェコ共和国、デンマーク、フィンランド、フランス、ドイツ、ギリシャ、香港、ハンガリー、インド、アイルランド、イスラエル、イタリア、日本、メキシコ、オランダ、ニュージーランド、ノルウェー、ポーランド、ポルトガル、ロシア、サウジアラビア、シンガポール、スロバキア、南アフリカ、韓国、スペイン、スウェーデン、スイス、台湾、トルコ、アラブ首長国連邦、英国およびアメリカ合衆国で利用可能。